# Torneio Internacional de Futebol Feminino
Il Torneio Internacional de Futebol Feminino è una competizione calcistica ad invito istituita in Brasile nel 2008, riservata alle nazionali di calcio femminili di tutto il mondo e che si svolge in dicembre con cadenza annuale.
Nelle sue prime quattro edizioni, dal 2009 al 2012, il torneo fu organizzato dalla Federazione calcistica paulista(Federação Paulista de Futebol -FPF), per essere successivamente posto sotto l'egida della Federazione calcistica del Brasile  (Confederação Brasileira de Futebol - CBF) e Federação Brasiliense de Futebol (FBF).

## Risultati
| Anno | Sede      |           | Finale     | Finale        | Finale      |            | Finale Terzo posto | Finale Terzo posto | Finale Terzo posto |
| Anno | Sede      | Vincitore | Risultato  | Secondo posto | Terzo posto | Risultato  | Quarto posto       |                    |                    |
| 2009 | San Paolo | Brasile   | 5–2        | Messico       | Cina        | 2–0        | Cile               |                    |                    |
| 2010 | San Paolo | Canada    | 2-2 (d.r.) | Brasile       | Paesi Bassi | 2–1        | Messico            |                    |                    |
| 2011 | San Paolo | Brasile   | 2–1        | Danimarca     | Italia      | 3–2        | Cile               |                    |                    |
| 2012 | San Paolo | Brasile   | 2–2 (d.r.) | Danimarca     | Messico     | 2–0        | Portogallo         |                    |                    |
| 2013 | Brasilia  | Brasile   | 5–0        | Cile          | Canada      | 1–0        | Scozia             |                    |                    |
| 2014 | Brasilia  | Brasile   | 0–0 (d.r.) | Stati Uniti   | Cile        | 0–0 (d.r.) | Argentina          |                    |                    |
| 2015 | Natal     | Brasile   | 3–1        | Canada        | Messico     | 2–1        | Trinidad e Tobago  |                    |                    |
| 2016 | Manaus    | Brasile   | 5–3        | Italia        | Russia      | 1–0        | Costa Rica         |                    |                    |
| 2019 | San Paolo | Cile      | 0–0 (5-4)  | Brasile       | Costa Rica  | 3–1        | Argentina          |                    |                    |

## Vittorie per squadra
| Squadra           | Titoli                                       | 2º posti       | 3º posti       | 4º posti |
| ----------------- | -------------------------------------------- | -------------- | -------------- | -------- |
| Brasile           | 7 (2009, 2011, 2012, 2013, 2014, 2015, 2016) | 1 (2010)       | —              | —        |
| Canada            | 1 (2010)                                     | 1 (2015)       | 1 (2013)       | —        |
| Cile              | 1 (2019)                                     | 1 (2013)       | 2 (2009, 2011) | —        |
| Danimarca         | —                                            | 2 (2011, 2012) | —              | —        |
| Messico           | —                                            | 1 (2009)       | 2 (2012, 2015) | 1 (2010) |
| Italia            | —                                            | 1 (2016)       | 1 (2011)       | —        |
| Stati Uniti       | —                                            | 1 (2014)       | —              | —        |
| Cina              | —                                            | —              | 2 (2009, 2014) | —        |
| Paesi Bassi       | —                                            | —              | 1 (2010)       | —        |
| Russia            | —                                            | —              | 1 (2016)       | —        |
| Portogallo        | —                                            | —              | —              | 1 (2012) |
| Scozia            | —                                            | —              | —              | 1 (2013) |
| Argentina         | —                                            | —              | —              | 1 (2014) |
| Trinidad e Tobago | —                                            | —              | —              | 1 (2015) |
| Costa Rica        | —                                            | —              | —              | 1 (2016) |